# C-C-B
C-C-B（シーシービー）は、日本のポップ・ロック・バンド。結成当初の名称はCoconut Boys（ココナッツボーイズ）。1989年に解散し、その後何度か再結成をしたが、現在はメンバー死去などの理由で活動停止中である。

## メンバー

### C-C-B改名時のメンバー
- ココナッツ・ボーイズからC-C-Bに改名し、3rdシングル「Romanticが止まらない」でブレイクした際の5人のメンバー。
- 1987年の関口脱退後は残った4名で活動を続け、1989年にバンド解散。その後2008年等の何度か再結成した際には関口は参加したが、2015年の再結成には不参加。
- 2015年に渡辺が、2022年に笠がそれぞれ死去。

| メンバー名 | ふりがな          | 生年月日-死亡年月日          | 担当パート           | 解散後の主な活動/備考 |
| ---------- | ----------------- | ---------------------------- | -------------------- | --- |
| 渡辺英樹   | わたなべ ひでき   | 1960年2月1日-2015年7月13日   | ベース、ボーカル     | VoThM、三喜屋・野村モーター's BAND、三野姫、THE GATES、SijiMi、AJ-米田渡-                                                                                              |
| 関口誠人   | せきぐち まこと   | 1959年5月2日-                | ギター、ボーカル     | SijiMi 1982年の結成時から在籍し、1987年4月6日に行われたライブよみうりランド EASTでの3Daysの最終日をもって脱退。脱退後も2009年までC-C-B名義の活動に頻繁に参加していた。 |
| 笠浩二     | りゅう こうじ     | 1962年11月8日-2022年12月14日 | ドラム、ボーカル     | RYUZ、 AREX-destiny-、 Mr/K |
| 田口智治   | たぐち ともはる   | 1960年10月27日-              | キーボード、ボーカル | ECLIPS、THE GATES、 田口★組、The Trip White Hornet、AJ-米田渡- |
| 米川英之   | よねかわ ひでゆき | 1964年3月3日-                | ギター、ボーカル     | N/Y Funk shot!! 、BLUFF 、 HY Jam、AJ-米田渡-、矢沢永吉 |

### その他在籍していた元メンバー
- ココナッツ・ボーイズ期に在籍していた元メンバー。脱退順に掲載。
- 山本脱退後、『まーちゃん』という仮メンバーがギターで在籍していたが、米川の正式加入に伴い入れ替りでグループから外れたメンバーも居る。

| メンバー名   | ふりがな          | 担当パート           | 備考                                         |
| ------------ | ----------------- | -------------------- | -------------------------------------------- |
| 岩本マサヒロ | いわもと まさひろ | ギター               | 1982年の結成時から1stシングルリリースまで    |
| 佐孝康夫     | さこう やすお     | キーボード           | 1982年の結成時から1stシングルリリースまで    |
| 山下康文     | やました やすふみ | キーボード、ボーカル | 1983年6月リリースの1stアルバムのみクレジット |
| 山本達也     | やまもと たつや   | ギター、ボーカル     | 1983年6月リリースの1stアルバムのみクレジット |

### ホーンセクション
サポートでホーンセクションを入れライブを行う事が稀にある。
| グループ名     | 備考 |
| -------------- | --- |
| 大谷ブラザーズ | 1987年9月7日〜8日にC-C-Bが初めて日本武道館での単独ライブをした際に参加。                                                     |
| B-sty Horns    | 2015年2月1日の『ゴーゴーヒデキ』に参加。 2015年6月23日の東京公演にも参加予定だったが、渡辺の入院により公演自体が中止となる。 |

### サポート・メンバー
元々は(ホーンセクションを除き)サポートメンバーを付けていなかったが、2008年以降はサポートミュージシャンが付いた。
| メンバー名 | ふりがな          | 担当パート           | サポート期間 | 備考 |
| ---------- | ----------------- | -------------------- | --- | --- |
| 丸山正剛   | まるやま まさみち | ギター               | 2008年の再結成ツアーに参加。 | 元BEE PUBLICのギタリスト。VoThMやTHE GATES、 Mr/KのメンバーでもありC-C-Bメンバーとの繋がりは深い。 カバー・アルバム『Romanticは止められない』のレコーディングにも参加。 |
| 仮谷克之   | かりや かつゆき   | ベース、コーラス     | 2015年の渡辺の追悼ライブ『ヒデキファイナル』からC-C-B名義のライブや2017年の笠と米川の合同ツアーなどC-C-B関連のライブでサポートに入っている。 | 松木隆裕やファンキー末吉と関わりがある。 |
| 森藤晶司   | もりふじ しょうじ | キーボード、ボーカル | 2020年の『ヒデキカンレキ！祭』からC-C-Bのサポートを担当。                                                                                    | 笠の単独ライブや『BLUFF』でもサポートしている。 |

## 別名義(C-C-Bメンバーによる別プロジェクト) での活動
SijiMi、AJ-米田渡-、WYなどの活動についてはC-C-Bメンバーによる別プロジェクトでの活動を参照

## 経歴

### 結成 〜 デビュー
1977年、アマチュアバンドでベーシストとして活動をしていた渡辺に、同バンドのドラマーだった伊藤真視が田口を紹介。伊藤が脱退するにあたり、中学の後輩だった笠を後任のドラマーに推薦。以降、3人の交流が始まる。その後、1979年に渡辺はロックバンド「ブルーベリー・ジャム」の二代目ベーシストとして、田口は近藤真彦の第2期専属バックバンド「ダブルス」のメンバーとして各々プロデビューした。
1982年8月（昭和57年）、東京都港区青山（神宮前3丁目交差点近く）に音楽プロデューサーの上野義美が立ち上げたアメリカンDJスタイルのミニFM局「KIDS RADIO STATION」（通称「KIDS」）が誕生。
その「KIDS」で、夏をイメージした新生バンドを数組結成させ競わせるプロジェクトを企画した。そのうちの一組として、グループ・サウンズの再来を思わせる「和製ビーチボーイズ」をコンセプトとしたバンドを作るためメンバーを探し、Coconut Boysを結成させた。初期メンバーは渡辺、笠、関口と他3名の合計6人（うち1人はデビュー前に脱退し5人になる。田口と米川は1984年に加入）。同年、KIDS自主制作の企画アルバム『RASPBERRY AVENUE』に参加してマイナーデビュー（後述ディスコグラフィー項参照）。だが肝心のメンバー全員がそれまでビーチボーイズの音楽を耳にしたことはあれど造詣が深いわけではなく、メンバー自身の音楽性や趣味嗜好は反映されなかった。1982年当時ポリドール・レコード（現：ユニバーサルミュージック）でディレクターをしていた渡辺忠孝が音源を聴く機会があり、そして「面白い」と興味を示し、自らプロデュースをしたいと名乗り出た。
1983年（昭和58年）、シングル「CANDY」でメジャーデビュー。全農のヨーグルト「ヨープレイト」のCM曲に採用されたが、ヒットには至らなかった。
同年、公式ファンクラブの「MAY CLUB(メイクラブ)」が発足。
1984年（昭和59年）、メンバーの2名が脱退し、田口、米川が新メンバーとして加入し5人体制となる。セカンドシングル「瞳少女」がロート製薬「なみだロート」のCM曲に、同シングルSide-2の「チリドッグがお気に入り」がマツダ「ファミリア」のCM曲に採用される。リリース後すぐにヒットには繋がらなかったが、「Romanticが止まらない」のヒットにより過去の作品も見直された。「瞳少女」はロート製薬がスポンサーを務めたTBSテレビのクイズ番組『クイズダービー』、毎日放送のクイズ番組『アップダウンクイズ』でほぼ毎週オンエアされた。バンド名の表記は、放映開始当初は「ココナッツ・ボーイズ」表記であったが、「Romanticが止まらない」のヒット後に「C-C-B」表記に統一された。マツダのCMでは「ココナッツ・ボーイズ」とカタカナ表記のみ。

### 「Romanticが止まらない」がヒット
翌年1月期に始まるテレビドラマの主題歌担当の話が舞い込み、プロデューサーの渡辺忠孝が実兄の筒美京平にヒットにつながる作曲をと依頼したところ「松本隆が歌詞を書くなら引き受ける」という条件を出された。そして作られた楽曲が出世作となった3枚目のシングル「Romanticが止まらない」である。
筒美はココナッツボーイズのアルバムを視聴し、特に2ndアルバム『Boy's Life』に収録されている「シェリー」に関心を寄せた。笠の透明感のあるハイトーンボイスを気に入りメインボーカルに指名したが、ドラム担当者だと思わなかったという。当の笠は圧し寄せるプレッシャーの中でレコーディングに挑んだが、何度歌い直してもいつもサビの同じ箇所でメロディーを変えて歌ってしまう（「胸が胸が苦しくなる」の末尾「なる」というメロディーを指示された下げ調子ではなく、上げ調子に歌ってしまう）。しかし筒美は咎めることなく「それで良い」と笠に声を掛け、そのメロディーに変更した。
1985年（昭和60年）1月25日、起死回生をかけた3枚目のシングル「Romanticが止まらない」をリリース。TBSテレビの連続ドラマ『毎度おさわがせします』（1985年1月8日放送開始）オープニングテーマ曲に採用される。同年2月21日、音楽番組『ザ・ベストテン』の注目アーティスト紹介コーナー「今週のスポットライト」に出演。そのカラフルな髪色や、当時は珍しかった電子ドラムのシモンズがステージのセンターに据えられ、ヘッドセットを装着したドラマーがリードボーカルを取るスタイルも話題となり、一躍ブレイク。「スクール・ガール」「Lucky Chanceをもう一度」「空想Kiss」と、松本隆・筒美京平コンビによる作品を続けてリリースし、次々とヒットを飛ばした。
その頃から、バンド名の表記をC-C-Bに統一。以前より「CoconutBoys」の略称として「C-C-B」と名乗っていたが、ヒットのおかげで「C-C-B」の呼ばれ方の方が一般に浸透したこともあり、また音楽番組での紹介や雑誌掲載時に統一感がなく、そのたびに説明をする手間や混乱を回避するためでもあった。なお、関口は以前「C-N-B」の略称を提案したが、渡辺が「読みやすいし語呂も良い」とC-C-Bに決定した。
同年、「Romanticが止まらない」で第27回日本レコード大賞金賞を受賞。第36回NHK紅白歌合戦に出場し「Lucky Chanceをもう一度」を演奏した。
1986年（昭和61年）、第15回東京音楽祭に出場し、銀賞を受賞。シングル「元気なブロークン・ハート」発売を期に、トレードマークのカラフルな染髪をやめ、全員が地毛の色に近いナチュラルな黒髪にした。同年12月、シングル「ないものねだりのI Want You」でオリコン1位を獲得。1986年度FNS歌謡祭において「不自然な君が好き」で優秀歌謡音楽賞を受賞。
1987年（昭和62年）、中野サンプラザで行われた3DAYSコンサートの最終公演日である1月6日、関口が脱退を表明。4月6日、よみうりランドEASTでのステージをもって脱退（脱退後であるが4月8日に『夜のヒットスタジオDELUXE』に出演）。以後、米川がセンターポジションに就いてメインボーカルとして歌う機会が増えた。同年9月、「原色したいね」が明治製菓の菓子「かるかったウエハー」のCMソングに採用される。また、10月公開の劇場アニメ映画『勝利投手』の主題歌に採用（c/w「Love Is Light」も挿入歌として使用されている）。
1988年（昭和63年）1月、「抱きしめたい」が『日立 世界・ふしぎ発見!』のエンディング曲に採用される。
同年8月23日から8月28日にかけて『C-C-Bハワイ旅行団'88』が近畿日本ツーリストにて開催された。行き先はホノルル、内容は「C-C-Bと記念写真プレゼント」、「C-C-Bハワイ旅行団オリジナルTシャツプレゼント」、「C-C-Bとビーチピクニック・ツアー」、「C-C-Bとフェアウェル・パーティー」、「C-C-Bスペシャルオプションツアー」、「C-C-Bも参加スペシャルサンセット・クルーズ」など。なお、1989年8月22日から8月27日にも第2回ハワイツアーが開催され、300名もの参加者が集まった。

### 解散
1989年（平成元年）4月21日に出演した音楽番組『ミュージックステーション』において、同年10月に解散する旨を発表。メンバー個々の音楽性・可能性をさらに昇華させる意を込めた解散であること、バンド解散後も各々音楽活動を続けていく予定であると語った。翌4月22日から「汐留PIT」(東京都)で2Daysライブが予定されており、そのライブで解散宣言をする予定であったが、会場に足を運べない全国のファンに対して不公平になってしまうと判断し、先にテレビを通じて解散することを発表した。同年4月25日、最終シングル『Love is Magic』をリリース。同年10月9日、日本武道館でのライブを最後に解散した。

### 解散後の活動
各メンバーの詳細な活動については、メンバー個別ページを参照。

2人以上のC-C-Bメンバーによるユニット(バンド)活動については、C-C-Bメンバーによる別プロジェクトでの活動を参照。
- 1991年、C-C-Bの公式ファンクラブ「MAY CLUB(メイクラブ)」が終了。理由は渡辺、笠、田口が所属事務所であるNTPプロゼ及びメイクラブから離れ、それぞれの活動をしていくことによるもの[11]。同ファンクラブはココナッツ・ボーイズからC-C-Bへ、そして関口誠人と4人のC-C-Bへ、さらに解散を乗り越えて4人の活動へと、バンドとメンバー及びファンを8年間に渡り支え続けて来た。
- 1994年3月29日、『ザ・ベストテン同窓会II』に5人揃って出演。各自音楽活動を続けている近況を語った
- 2002年11月4日、「2002佐賀インターナショナル バルーンフェスタ」にて、笠・渡辺・関口の3人による非公式復活ライブを開催。
- 2003年12月12日、屋根裏 (ライブハウス)(東京都)に渡辺、関口、笠が丸山正剛と共に"C-C-B”としてゲスト出演[12]。
- 2004年12月30日、『ザ・ベストテン 復刻版スペシャル』に渡辺、関口、笠が"C-C-B"として杉山清貴と共にミラーゲートで登場[13]。「Romanticが止まらない」を披露する。
- 2005年2月21日から放送されたアサヒ飲料の缶コーヒー「WONDAショット&ショット」のCMに「Romanticが止まらない」がタイアップされ、笠浩二がこのCMに出演した。これに合わせて2月23日に「Romanticが止まらない Remix Version」がリリースされた（2曲目にOriginal Versionも収録）。
- 2005年7月からフジテレビ系で放送されたテレビドラマ『電車男』の劇中挿入歌として「Romanticが止まらない」が採用され、ほぼ毎週主人公の大切な場面で印象的に使用された。これによって更に再注目の度合いが増した。
- 2005年8月16日、NHKが毎年夏に行う大型公開歌謡番組『思い出のメロディー』にて「Romanticが止まらない」が披露された（田口は不参加）。観客を前にした生放送での演奏は実に17年ぶりである。この出演については半年近く前からNHKのスタッフと幾度も打ち合わせを行い、当日のリハーサル直前まで膝をつき合わせたという。一般に知られる通常のアレンジではない、ロックテイストを前面に出したアレンジを米川が中心に行った。
- 2007年10月8日放送の『SMAP×SMAP』で、稲垣吾郎扮するキャラクター・CCB吾郎（笠を模したパロディキャラ）が、番組内での「罰ゲーム」として新宿駅東口広場でゲリラライブを敢行。その際に渡辺・笠・関口の3人がサプライズゲストとして登場し、この日のためだけにブレイク当時を思い起こさせる派手目のカラーを入れた髪と衣装で「Romanticが止まらない」を披露した。
- 2008年4月17日、渡辺・笠・関口の3人がC-C-B名義での再結成を発表。同月28日、東京・表参道FAB公演を皮切りに、大阪、名古屋でライブを行った。しかし2009年以降、この3名によるC-C-Bとしての活動は凍結を経て終了。
- 2011年、渡辺、田口、笠、米川の4名が、ファンキー末吉プロデュースの爆風スランプトリビュートアルバム『We Love Bakufu Slump』に参加、「Runner」を担当し、クレジットにC-C-Bと記される。
2011年9月20・21日、ファンキー末吉所有の「ファンキースタジオ八王子」にて録音。20日の楽器演奏を主体としたレコーディング風景はUstreamで約4時間に渡り生配信された。また翌21日は台風15号直撃の最中に行なわれ、途中で停電に見舞われて中断するなどアクシデントもあった。しかしそれも含めて思い出深いレコーディングになったという。熊本県在住の笠は現場に参加せず、9割方できた音源データを送ってもらい、そこにボーカルを合わせるという別録音形態で作品を完成させた。
- 2014年6月4日、解散25周年にあたり、約8年ぶりにC-C-B名義のアルバムがユニバーサルミュージック・USMジャパンレーベルより発売。1989年10月9日に日本武道館にて行われた解散ライブの模様を収録した『C-C-B 1989 解散ライブ@日本武道館 解散25周年 初のライブ盤ですいません!!』と『C-C-B シングル&アルバム・ベスト 曲数多くてすいません！！』の2枚を同時リリース。ライブ・アルバムのリリースは初めてである。
同年6月7日にタワーレコード渋谷店で渡辺と笠がC-C-B名義では初のインストアイベント（トーク&サイン会）を行い、同店6月7日付総合チャートにおいてC-C-Bが1位を獲得[14]。
- 2015年1月21日、過去に発表したオリジナル・アルバム9枚が、SHM-CDでユニバーサルミュージックより再発売された。1994年に発売された「Plus版」に収録されたようなボーナストラックは収録されていないが、デジタル・リマスターにより高音質化されている[15]。
- 2015年1月30日、チキンジョージ(神戸市)にて『ゴーゴーヒデキ前夜祭』としてC-C-B名義でのワンマンライブが開催。解散時の4人が「C-C-B」として観客を前に演奏を披露するのは、1989年10月9日の解散コンサート以来である（『AJ-米田渡- TOUR 2014「走る★バンドマン」』熊本および福岡公演でも解散時の4人が同じステージに立ったが、本公演はAJ-米田渡- 名義であり、笠はゲスト扱いであった）。
- 2015年2月1日、新宿BLAZE(東京都)にて『AJ-米田渡-×WY×C-C-B「ゴーゴーヒデキ」』公演を開催。ライブは三部構成で、オープニングアクトに“AJ-米田渡-”と"WY”、メインアクトは"C-C-B""。
  - 終盤のMCにおいて、同年6月に『C-C-B TOUR 2015 「Welcome to the C-C-B SHOW」 〜昔の名前で出ています〜』と銘打ったC-C-B名義でのワンマンライブツアー（2015年6月14日・ 熊本 DRUM Be-9 V1(熊本市)、19日・ボトムライン(名古屋市)、21日・チキンジョージ(神戸市)、23日・赤坂BLITZ(東京都)〈のちに、6月17日・京都FANJ(京都市)追加公演が決定[2]〉）を行うと発表。しかし同年6月に渡辺が緊急入院したためライブ全公演中止を発表、同年7月に渡辺が死去したため、解散時の4人での「C-C-B」ライブは事実上不可能となった（後述）。
- 2016年10月14日、米川がアルバム発売記念ライブを開催し、ライブの模様はニコニコ生放送の公式チャンネルで生中継された[16]。そのライブのMCで、ユニバーサルミュージックより米川、渡辺のバンド"VoThM"、笠、それぞれのベスト盤がリリースされる旨を発表し、同年12月21日に3作品が同時リリースされた。
- 2017年11月3日 - 8日、笠浩二 ゛Live Tour 2017 feat. 米川英之”を熊本B.9 V1を皮切りに、名古屋JAMMIN’(名古屋市)、チキンジョージ(神戸市)、下北沢GARDEN(東京都)で開催。この模様を収録した映像作品『笠浩二DVD 「Live Tour 2017 feat. 米川英之」』が翌年2月にリリースされた。
- 2020年10月31日、同年10月7日に死去した筒美京平を偲ぶ特集番組『NHKスペシャル 筒美京平からの贈りもの　天才作曲家の素顔』に笠が出演。C-C-Bをメジャーシーンに押し上げたきっかけとなった「Romanticが止まらない」のメインボーカルに笠を起用した経緯や秘話を語った。
- 2021年4月17日・18日、『〜筒美京平 オフィシャル・トリビュート・プロジェクト〜ザ・ヒット・ソング・メーカー 筒美京平の世界 in コンサート』が東京国際フォーラムにて開催された。笠と米川がC-C-Bとして両日参加。筒美が作曲した「Romanticが止まらない」「Lucky Chanceをもう一度」の2曲を披露した。
- 2021年11月5日・6日、『松本隆 作詞活動50周年記念オフィシャル・プロジェクト 風街オデッセイ2021』が日本武道館(東京都)にて開催され、笠と米川がC-C-Bとして、5日の《第一夜》に出演。「Romanticが止まらない」「Lucky Chanceをもう一度」の2曲を披露した。
- 2022年3月9日、NHKの音楽番組『歌える!J-POP 黄金のヒットパレード決定版! 第6弾』の収録に笠と米川がC-C-Bとして参加[17]。同年3月28日にBS4K、5月22日にNHK BSプレミアムにて初回放送された[18]（地上波・NHK総合では2023年2月11日に放送）。この番組が笠にとって最後のテレビ出演となり[19]、笠は同年12月14日に死去した。
- 2023年6月28日、15枚のシングルのカップリング曲までコンプリートした初のシングルコレクション『C-C-B THE SINGLE COLLECTION』をリリース。C-C-Bの結成40周年を記念したシングル・コレクションである。このCDのブックレットに渡辺英樹の作詞・作曲のクレジットが一部『渡辺秀樹』と誤表記されたため、後日ユニバーサルミュージックジャパンより『お詫びとお知らせ』が2023年7月3日付けで発表された[20][21]。
- 2025年6月18日、『米川英之 plays C-C-B』がBLUE MOOD(東京都)にて開催された。全編C-C-Bの楽曲による構成（ただし2回目のアンコール曲を除く）で、ボーカルのほぼ全てを米川が担当した。アンコールで「信じていれば」を演奏した際に渡辺と笠の歌唱音源が流れ、従来の3人による歌い回すスタイルを披露した。

## メンバーの死去

### 渡辺の死去
2015年6月12日夜、渡辺が自宅で体調を崩し、吐き気などを訴えて救急搬送された。搬送先の病院で大動脈解離と診断され、緊急手術を受け入院。6月14日から予定していたワンマンライブツアーは全公演中止となった。
なお、6月23日に予定していた赤坂BLITZの会場は、宇都宮隆が中心となって開催されるライブ・イベント『LIVE UTSU BAR 〜それゆけ歌酔曲!〜』の追加公演になった。これは同ライブの出演者でもあり、渡辺とも親交の深い野村義男が同イベント参加メンバーに賛同を得て急遽決定したものである。また、追加ライブ告知において追記事項に「渡辺英樹さんへのエールになってくれたら幸いです」と出演者の連名が記載された。6月23日の公演では会場内にC-C-BのアルバムやDVDが展示され、MCで宇都宮と野村が「Romanticが止まらない」の一節を歌ったが、本編ではC-C-Bの楽曲演奏はせず「それは本家が演るから歌わないよ」とC-C-Bにエールを送った。
同年7月17日、公式ブログにて渡辺が急性大動脈解離による多臓器不全のため、2015年7月13日18時5分に死去したこと、既に近親者のみで通夜及び告別式を執り行ったことを報告。同時にプロデューサーの松木がファックスでマスコミ各社に発表した。55歳没。
同年8月10日、新宿BLAZE(東京都)にて『お別れの会』として二部制の式典を行った。第一部はチケットなしで参加できる献花式で、C-C-Bの楽曲『Lucky Chanceをもう一度』の歌詞にちなみ、ピンクの薔薇が献花され、渡辺の愛用した楽器や衣装なども展示された。第二部は渡辺と縁の深かったミュージシャンがステージに上がり、後方に設置されたスクリーンに映し出された渡辺と「共演」するライブを開催。ステージには渡辺の衣装を着せたトルソーと愛器のベースが佇み、その横のサイドテーブルには笑顔の写真と2月のバースデーライブで作ったグッズ「ゴーゴーヒデキ」タオルなどが置かれた。ライブの模様の一部はニコニコ生放送で生中継され、視聴者26,646人、コメント数20,800を記録した。
翌2016年より命日である7月13日に、渡辺の愛器のベースをステージに上げて親交のあったミュージシャンと「共演」するライブが恒例となっていたが、2022年12月に笠が他界（後述）したこともあり、2023年からは今まで開催してきた規模のライブは一旦休止することになった（2023年7月13日は丸山正剛と木村健治による"2人VoThM"名義でライブを開催）。

### 笠の死去
2022年12月14日、脳梗塞のため熊本県内の病院で死去した。60歳没。葬儀・告別式は17日に地元の友人や家族で営まれ、18日に公式発表した。
2015年以降、C-C-B名義でともにライブやイベントに出演しているメンバーの米川は18日、自身のライブ終演後にFacebookを更新。渡辺の命日である7月13日に行われている恒例のライブに今年も出演した際、楽屋で撮影したツーショット写真を添え、哀悼の意を表した。また、訃報を報道で知った元メンバーの関口も同日、自身のライブ終演後にマスコミの取材に応じ追悼の言葉を述べた。
2022年12月21日、日本作曲家協会主催「第64回日本レコード大賞」において特別功労賞を受賞。発表音楽会の模様はTBSテレビ・TBSラジオをキーステーションに全国放送された。
2023年2月2日に新宿BLAZE(東京都)にて『お別れの会』を行うことが発表された。2015年に他界した渡辺英樹の『お別れの会』の時と同様、二部制（第一部はチケットが無くても参加できる献花式（ピンクの花を一輪ずつ）、第二部は追悼ライブ（有料配信あり））で執り行った。
第二部のライブでは2015年6月にC-C-B名義でライブツアーを行う予定だった際に制作したトレードマークのメガネと"C-C-B"のロゴをデザインしたバスドラが目立つ笠の愛器のドラムセットが舞台中央に組まれた。米川をはじめ、笠と縁のあるミュージシャンがステージに立ち、後方に設置されたスクリーンに映し出された笠と「共演」した。

## 作品

### シングル
|            | 発売日         | タイトル                                      | c/w                      | 規格                                                                | 規格品番                                     | オリコン最高位 |      |
| KIDS       | KIDS           | KIDS                                          | KIDS                     | KIDS                                                                | KIDS                                         | KIDS           | KIDS |
| ---------- | -------------- | --------------------------------------------- | ------------------------ | ------------------------------------------------------------------- | -------------------------------------------- | -------------- | ---- |
| 1st        | 1983年6月1日   | CANDY                                         | 夢のスーパー・ボード     | EP                                                                  | 7DX2034                                      |                |      |
| 2nd        | 1984年7月25日  | 瞳少女／チリドッグがお気に入り(両A面シングル) |                          | EP                                                                  | 7DX1323                                      |                |      |
| ポリドール |                |                                               |                          |                                                                     |                                              |                |      |
| 3rd        | 1985年1月25日  | Romanticが止まらない                          | I SAY, I LOVE YOU        | EP、8cmCD(1988年6月25日に同時リリース)                              | 7DX1356(EP)、H10P 30011(8cmCD)               | 週間2位        |      |
| 4th        | 1985年4月25日  | スクール・ガール                              | もっとハートフルに愛して | EP、8cmCD(1988年6月25日に同時リリース)                              | 7DX1365、H10P 30012(8cmCD)                   | 8位            |      |
| 5th        | 1985年8月21日  | Lucky Chanceをもう一度                        | サーフ・ブレイク         | EP、8cmCD(1988年6月25日に同時リリース)                              | 7DX1358(EP)、H10P 30013(8cmCD)               | 3位            |      |
| 6th        | 1985年11月27日 | 空想Kiss                                      | 御意見無用、花吹雪       | EP、8cmCD(1988年6月25日に同時リリース)                              | 7DX1405(EP)、H10P 30014(8cmCD)               | 3位            |      |
| 7th        | 1986年4月9日   | 元気なブロークン・ハート                      | スワンの城               | EP、CT (カラオケ2トラック収録)、 8cmCD(1988年6月25日に同時リリース) | 7DX1420(EP)、H10P 30015(8cmCD)               | 2位            |      |
| 8th        | 1986年8月27日  | 不自然な君が好き                              | 冒険のススメ〜Mega-Mix   | EP、CT (カラオケ2トラック収録)、 8cmCD(1988年6月25日に同時リリース) | 7DX1445(EP)、H10P 30016(8cmCD)、10CX1378(CT) | 2位            |      |
| 9th        | 1986年12月10日 | ないものねだりのI Want You                    | 霧のミステイク           | EP、CT (カラオケ2トラック収録)、 8cmCD(1988年6月25日に同時リリース) | 7DX1470(EP)、H10P30017(8cmCD)、10CX1404(CT)  | 1位            |      |
| 10th       | 1987年6月3日   | 2 Much, I Love U.                             | 夢の中でおやすみ         | EP、CT (カラオケ2トラック収録)、 8cmCD(1988年6月25日に同時リリース) | 7DX1490(EP)、H10P 30018(8cmCD)、10CX1425(CT) | 2位            |      |
| 11th       | 1987年9月23日  | 原色したいね                                  | Love Is Light            | EP、CT (カラオケ2トラック収録)、 8cmCD(1988年6月25日に同時リリース) | 7DX1520(EP)、H10P 30019(8cmCD)、10CX1455(CT) | 3位            |      |
| 12th       | 1987年12月2日  | 抱きしめたい                                  | Inner Mind               | EP、CT (カラオケ2トラック収録)、 8cmCD(1988年6月25日に同時リリース) | 7DX1535(EP)、H10P 30020(CD)、10CX1485(CT)    | 6位            |      |
| 13th       | 1988年4月13日  | 恋文（ラブレター）                            | WALKI'N                  | EP、8cmCD、CT (カラオケ2トラック収録)                               | 7DX1545(EP)、H10P 30001(8cmCD)、10CX1490(CT) | 3位            |      |
| 14th       | 1988年10月25日 | 信じていれば                                  | A-Ki-Ra-Me-Na-I-De       | EP、8cmCD、CT (カラオケ2トラック収録)                               | 7DX1580(EP)、H10P 40005(8cmCD)、10CX1536(CT) | 7位            |      |
| 15th       | 1989年4月25日  | Love Is Magic                                 | 約束                     | EP、8cmCD、CT (カラオケ2トラック収録)                               | 0DX1595(EP)、H00P 40015(8cmCD)、00CX1570(CT) | 17位           |      |

### 12インチ・シングル
|            | 発売日        | タイトル                               | c/w                                   | 規格品番   |            |
| ポリドール | ポリドール    | ポリドール                             | ポリドール                            | ポリドール | ポリドール |
| ---------- | ------------- | -------------------------------------- | ------------------------------------- | ---------- | ---------- |
| 1st        | 1985年10月1日 | Lucky Chanceをもう一度〜Lucky Mix      | すてきなビート 〜 Mega-MIX            | 12MX1222   |            |
| 2nd        | 1986年5月10日 | 元気なブロークン・ハート 〜 Broken Mix | スワンの城                            | 10MX1240   |            |
| 3rd        | 1987年2月1日  | ないものねだりのI Want You 〜ゼイ肉Mix | ないものねだりのI Want You 〜 筋肉Mix | 10MX1261   |            |

### その他のシングル
|                    | 発売日        | タイトル                           | 規格        | 規格番号    | 備考                                   |
| UNIVERSAL J        | UNIVERSAL J   | UNIVERSAL J                        | UNIVERSAL J | UNIVERSAL J | UNIVERSAL J                            |
| ------------------ | ------------- | ---------------------------------- | ----------- | ----------- | -------------------------------------- |
| -                  | 2005年2月23日 | Romanticが止まらない Remix Version | CD          | UPCH-5297   | タイトル曲のリミックスバージョンを収録 |
| AFTER TIME RECORDS |               |                                    |             |             |                                        |
| -                  | 2008年7月30日 | Romanticが止まらない               | CD          | BRGA-0013   | 2008年の新録バージョンを収録           |

### スタジオ・アルバム
|     | 発売日         | タイトル           | レーベル   | 規格                                 | 規格番号                |
| --- | -------------- | ------------------ | ---------- | ------------------------------------ | ----------------------- |
| 1st | 1983年6月25日  | Mild Weekend       | KIDS       | LP、CD (1986年3月25日に同時発売)、CT | 28MX2067 (1985年再販盤) |
| 2nd | 1984年8月25日  | Boy's Life         | KIDS       | LP、CD (1986年3月25日に同時発売)、CT | 28MX1184 (1985年再販盤) |
| 3rd | 1985年5月25日  | すてきなビート     | ポリドール | CD、LP、CT                           | 00MX1210                |
| 4th | 1985年12月15日 | 僕たちNO-NO-NO     | ポリドール | CD、LP、CT                           | 25MX1230                |
| 5th | 1986年6月18日  | 冒険のススメ       | ポリドール | CD、LP、CT                           | 28MX1245                |
| 6th | 1986年12月15日 | 愛の力コブ         | ポリドール | CD、LP、CT                           | 22MX-1250               |
| 7th | 1987年7月25日  | 石はやっぱりカタイ | ポリドール | CD、LP、CT                           | 28MX-1270               |
| 8th | 1988年5月25日  | 走れ☆バンドマン    | ポリドール | CD、LP、CT                           | 20MX-1285               |
| 9th | 1988年12月15日 | 信じていれば       | ポリドール | CD、LP、CT                           | 28MX-1300               |

- 初期の2作品を除いた「すてきなビート」から「信じていれば」については、アルバム発売時前後にリリースしたシングル盤等のボーナス・トラックを収録した“Plus版”を1994年10月26日にリリース。長らく廃盤となっていたが、2023年12月に再発。
- 2015年1月21日、9作品がデジタル・リマスタリング&SHM-CDとして再リリース[35]。

### 企画アルバムほか
|  | 発売日        | タイトル               | レーベル           | 規格  | 規格番号                    | 備考                                               |
|  | ------------- | ---------------------- | ------------------ | ----- | --------------------------- | -------------------------------------------------- |
|  | 1985年6月25日 | 楽しい夏休み           | ポリドール         | CD/CT | 25CX1316(CT) H30P-20025(CD) | サマーコレクション。1stと2ndアルバムから選曲し収録 |
|  | 1987年3月25日 | MAX-MEGA-MIX           | ポリドール         | CD/CT | 20CX-1419(CT) POCH-1410(CD) | メガミックス・アルバム。                           |
|  | 2008年4月30日 | Romanticは止められない | AFTER TIME RECORDS | CD    | NQCL-1005                   | 2008年の再結成時に発売されたカバーアルバム。       |

### ベスト・アルバム
|      | 発売日                     | タイトル                                                 | レーベル   | 規格  | 規格番号            | 備考                                                |
| ---- | -------------------------- | -------------------------------------------------------- | ---------- | ----- | ------------------- | --------------------------------------------------- |
| 1st  | 1989年6月1日               | The Best of C-C-B Vol.1                                  | ポリドール | CD/CT | H00P 20329          | 解散記念でリリースされたベスト・アルバム            |
| 2nd  | 1989年9月1日               | The Best of C-C-B Vol.2                                  | ポリドール | CD/CT | H00P 20330          | 解散記念でリリースされたベスト・アルバム            |
| 3rd  | 1992年1月25日              | C-C-B Super Best                                         | ポリドール | CD    | POCH-1124           |                                                     |
| 4th  | 1993年11月1日              | ベスト2500/Romanticが止まらない                          | ポリドール | CD    | POCH-1279           |                                                     |
| 5th  | 1994年10月26日             | SINGLE COLLECTION                                        | ポリドール | CD    | POCH-1411           |                                                     |
| 6th  | 1996年11月21日             | スペシャル1800                                           | ポリドール | CD    | POCH-9007           |                                                     |
| 7th  | 1999年6月30日              | TREASURE COLLECTION                                      | ポリドール | CD    | POCH-9014           |                                                     |
| 8th  | 2001年12月19日             | スーパー・バリュー/C-C-B                                 | ポリドール | CD    | UPCH-8030           |                                                     |
| 9th  | 2003年11月26日             | GOLDEN☆BEST C-C-B                                        | USM JAPAN  | CD    | UPCY-9265           |                                                     |
| 10th | 2006年1月18日              | プライム・セレクション C-C-B                             | USM JAPAN  | CD    | UPCY-9044           |                                                     |
| 11th | 2006年8月30日              | 歌が唄いたい！！ベストヒット&カラオケ C-C-B              | USM JAPAN  | CD    | UPCY-6163           |                                                     |
| 12th | 2007年8月22日 2014年6月4日 | エッセンシャル・ベスト C-C-B                             | USM JAPAN  | CD    | UPCY-9126 UPCY-7486 |                                                     |
| 13th | 2014年6月4日               | C-C-B シングル&アルバム・ベスト 曲数多くてすいません！！ | USM JAPAN  | CD    | UPCY-6884/5         | 解散25周年ベスト・アルバム 「ナヤミの種」を初収録   |
| 14th | 2023年6月28日              | C-C-B THE SINGLE COLLECTION                              | USM JAPAN  | CD    | UICZ-4636/7         | デビュー40周年を迎えたC-C-B初のシングルコレクション |

### ライブ・アルバム
|     | 発売日       | タイトル                                                               | レーベル  | 規格 | 規格番号    | 備考 |
| --- | ------------ | ---------------------------------------------------------------------- | --------- | ---- | ----------- | --- |
| 1st | 2014年6月4日 | C-C-B 1989 解散ライブ@日本武道館 解散25周年 初のライブ盤ですいません!! | USM JAPAN | CD   | UPCY-6882/3 | C-C-B解散25周年記念で発売した初のライブアルバム。 1989年10月9日に日本武道館で行なった解散ライブの音源を(映像作品のものからは)リミックスし全曲収録。 |

### カラオケ集
|  | 発売日        | タイトル                                         | レーベル   | 規格 | 規格番号   | 備考                                                                                |
|  | ------------- | ------------------------------------------------ | ---------- | ---- | ---------- | ----------------------------------------------------------------------------------- |
|  | 1985年12月5日 | オリジナルカラオケA面コレクション                | ポリドール | CT   | 8CX 4946   | 3rdから6thまでのシングルA面4曲のカラオケを収録                                      |
|  | 1986年4月25日 | C-C-B オリジナルカラオケパーフェクトコレクション | ポリドール | CT   | 15CX4950   | 3rdから7thまでのシングルA・B面10曲のカラオケを収録                                  |
|  | 1989年9月1日  | C-C-B オリジナル・カラオケ・パーフェクト         | ポリドール | CD   | H00P-20334 | C-C-Bの解散記念で発売された作品で歴代シングルのタイトル曲のオールカラオケトラック。 |

### 映像作品
|   | タイトル                                                   | 発売日         | 収録曲 | 備考 |
| - | ---------------------------------------------------------- | -------------- | --- | --- |
| - | Adventure of C-C-B C-C-Bの大冒険                           | 1985年11月25日 | Romanticが止まらない、スクール・ガール、Forever、Lucky Chanceをもう一度、I SAY, I LOVE YOU | 6513-22(VHS)、6213-22(βII)、5113-22(LD) |
| - | C-C-B LIVE晴                                               | 1986年7月5日   | 1 浮気なジル、2 Here Comes The C-C-B、3 I SAY, I LOVE YOU、4 ラスト・ステップ、5 元気なブロークン・ハート、6 カラフル・コミックス(インスト)、7 Lucky Chanceをもう一度、8 レッツゴー・クライマックス'86、9 Romanticが止まらない、10 グッドナイトは早すぎる'86、11 ジェラシー | W60V8002(VHS)、W60B8002(βII)、W60L1001(LD) 1986年4月6日よみうりランドEASTでのライブを収録 |
| - | C-C-B LIVE TOUCH AND GO!                                   | 1987年5月25日  | 1 愛の力こぶ、2 不自然な君が好き、3 流星のラスト・デート、4 TOO YOUNG、5 ハートブレイク・カラー、6 JOKEじゃなしにI LOVE YOU、 7 ないものねだりのI WANT YOU、8 Day Dream Believer、9 Happy Birthday and I Love You、10 Romanticが止まらない、11 破れたダイアリー、12 冒険のススメ | W63V8005(VHS)、W63B8005(βII)、W63L1008(LD) 1987年4月6日によみうりランドEASTで開催された関口誠人脱退ライブを収録 |
| - | C-C-B IN BUDOKAN 1987・SEP/7▸8 PERFECT・LIVE VOL.1 / VOL.2 | 1987年         | 【VOL.1】Ｂ・Ｉ・Ｎ・Ｇ・Ｏ、風のラリー、毎晩、悪夢が落ちてくる、2Much, I Love U.、悲しすぎるね、流星のラスト・デート、急接近、スワンの城、ハートブレイク・カラー、C-Moonセレナーデ、I LOVE YOU 【VOL.2】Telephone、赤いセーターの女の子、愛の力コブ、東京…ナイト・フェイス、ないものねだりのI Want You、HARD ROCK dream、ROSE & PAIN、Cherry Forest、原色したいね                                                                           | ファンクラブ限定販売。1987年9月7日、8日に日本武道館で行われたライブ(The Flying Trip Tour)を収録。2004年にリリースされたメモリアル DVD BOXにも本公演のライブが収録されているが、そちらには未収録のオリジナル歌詞バージョンの急接近など数曲を含んだ完全版映像である。 |
| - | C-C-B VIDEO CLIP COLLECTION                                | 1989年9月1日   | Romanticが止まらない、Lucky Chanceをもう一度、空想Kiss、元気なブロークン・ハート、ないものねだりのI Want You | ビデオクリップ集。関口誠人脱退後のリリースであったが 収録された全曲が関口在籍時のものであり、「C-C-B are」の箇所に関口の名も記載されている。 |
| - | C-C-B FINAL CONCERT TOUCH DOWN vol.1 / vol.2               | 1989年11月25日 | 【vol.1】原色したいね、Lucky Chanceをもう一度、信じていれば、毎晩、悪夢が落ちてくる、不自然な君が好き、Blue Guitar、シングルメドレー(スクール・ガール〜空想Kiss〜Romanticが止まらない〜2 Much, l love U.〜ないものねだりのI Want You〜流星のラスト・デート 【vol.2】Only For You, Only For Me.、マニュアル・ワールド、Born in the 60′s、JokeじゃなしにI LOVE YOU、走れ★バンドマン、冒険のススメ、LOVE IS MAGIC、レッツ・ゴー・クライマックス | 1989年10月9日に日本武道館で行われた解散コンサートを収録。 |
| - | C-C-B メモリアル DVD BOX                                   | 2004年9月29日  | | 2015年11月4日にアンコールプレスされ再リリースされた。DVDの内容は2004年盤と同一。 米川のHP内のオンラインショップで予約を受け付けた分には、同年6月に行われるはずであったC-C-Bのワンマンライブツアーのロゴが入ったミニトートバッグ、2月に行われた『ゴーゴーヒデキ』のフォトカード、8月に行われた『お別れの会』で配られたポストカード、渡辺が衣装として着用していたシャツを小さくカットした布片など数点が限定特典として同封された。 |
| - | AJ×WY×C-C-B ゴーゴーヒデキ                                 | 2015年6月14日  | B・I・N・G・O、Velvet Touch、スワンの城、プリマドンナ、ジェラシー、A-Ki-Ra-Me-Na-I-De、Helter Skelter、抱きしめたい、愛の力コブ、マニュアル・ワールド、信じていれば、2 Much, I Love U.、原色したいね、Born in the 60's | 2015年2月1日に新宿BLAZEで開催されたゴーゴーヒデキの模様を収録。 |

### 未音源化作品
|  | タイトル               | 作詞               | 作曲                                           | 備考 |
|  | ---------------------- | ------------------ | ---------------------------------------------- | --- |
|  | イタイケSugar Boy      | 渡辺英樹           | 渡辺英樹                                       | |
|  | オープニングラップ     | 渡辺英樹・関口誠人 | 田口智治・米川英之・笠浩二                     | 単体でも演奏されていたが、ココナッツボーイズ時代では『バラ・バラ』の途中に、C-C-B時代には『カラフル・コミックス』の途中に演奏された。 |
|  | グッドナイトは早すぎる | 関口誠人           | 関口誠人                                       | ココナッツボーイズ時代から演奏されている曲。                                                                                          |
|  | カラフルコミックス     |                    | 田口智治・渡辺英樹・米川英之・関口誠人・笠浩二 | インスト曲。途中にオープニングラップを挟む事もあった。                                                                                |
|  | 赤いセーターの女の子   | 渡辺英樹           | 米川英之                                       | インスト曲。おそらく『カラフル・コミックス』をベースに作られた曲とされている。87年の「The Flying Trip」tourでよく演奏された。         |

※カラフルコミックスは「C-C-B LIVE晴」VHS版では「カラフル　コミックス(インスト)」、LD版では「カラフル・コミックス」とそれぞれ異なる記載がされている

### 参加作品
|   | アルバム               | 楽曲                                                             | 楽曲説明 | 規格 | 備考 |
| - | ---------------------- | ---------------------------------------------------------------- | --- | --- | --- |
| - | RASPBERRY AVENUE       | 夢のスーパー・ボード                                             | 後に発売のシングルCANDYやアルバムMild Weekendなどとは別アレンジ。                                                                                                | CT、LP、CD 当初はカセットテープでリリース。「KIDS」の放送が受信できる半径500m内の路上や一部店舗での委託販売（主に青山、表参道、原宿界隈）。翌1983年に同内容で『KIDS PRESENTS “RASPBERRY SOUND”』のタイトルでプロモーション用LPとして再発売。2012年9月に『KIDS PRESENTS “RASPBERRY SOUND”』としてCD化。 | 同アルバムにはオレンジ・シスターズやパイナップルボーイズらの曲も収録され、ショーケース的な意味合いも含まれた作品である（この企画に参加したバンドは全て果実の名が付けられた）。当時ハワイのFMラジオ放送局KIKI（現在のKHJZの前身）が放送を録音したカセットテープを販売していた手法を真似て、DJ風の楽曲紹介と音楽を取り入れた。 |
| - | 愛のメドレーセッション | 同番組に出演したミュージシャンらが歌詞を歌い繋げるメドレー形式。 | C-C-Bは1サビを担当。バブルガム・ブラザーズ、スターダストレビュー、堀内孝雄、C-C-B、TOPS、岡村靖幸、TUBE、鈴木聖美&鈴木雅之、レッド・ウォリアーズ、横山輝一の順。 | LP | 東海テレビの音楽番組『音もダチだぜ!気分はセッション』で制作された企画ものレコード（非売品）。 |
| - | We Love Bakufu Slump   | Runner                                                           | 渡辺・田口・笠・米川の4人が参加しクレジットには「C-C-B」と記載。                                                                                                 | CD | 2011年12月25日発売。爆風スランプのトリビュートアルバム。2013年1月15日発売の同アルバムのコンプリート盤『爆風トリビュートComplete』にも収録されている。 |

## 関連書籍
|     | タイトル                                                              | 発売日         | 出版社               | 備考・内容 |
| --- | --------------------------------------------------------------------- | -------------- | -------------------- | --- |
| 1st | Don't stop the C-C-B：C-C-B photo & song CoConut Boys                 | 1985年7月      | 日音                 | |
| 2nd | コミックザカメラボーイ：C-C-B写録&語録 ボクらが、ボクらを、ズームした | 1985年11月     | 日音                 | |
| 3rd | C-C-B yes,100熱                                                       | 1986年11月     | ワニブックス         | |
| 4th | C-C-B NAK-IDS ネイキッズ - 素顔のボクラ                               | 1987年2月      | シンコーミュージック | '87オリジナル・メンバー(5人)による唯一のオフィシャル・ストーリーブック。 5人の出会いから現在までのサクセス・ストーリー、彼らの素顔、本音ect...。あらゆる角度からC-C-Bに迫り、完全収録したヴィジュアルな単行本。 - 特撮スタジオ・フォト - C-C-Bの足跡 - フリー・トーク - 音楽から見るC-C-B史 - FILE '86全スケジュール - 5人が語る現在の本音 - 特撮ライブ・フォト - 追っかけPhoto(四国) 豪華上製本/A5版/160ページ/定価1,300円 |
| 5th | C-C-B GO AHEAD：写真集・終章[4・6EAST]からのスタート                  | 1987年9月      | シンコーミュージック | 4月6日のよみうりランド"EAST"を最後に、渡辺、関口、笠、田口、米川、5人のC-C-Bの幕が降りた。だけど、終わったわけではない。むしろ、そこから始まった。5人最後のステージ、よみうりランド"EAST"の模様を表と裏から、大激写。そして、4人のC-C-Bと関口の、その後のそれぞれの顔をインタビューを交えて満載した、ファン待望のヴィジュアル・ドキュメント・ブック。 A4変形版/96ページ/定価1,500円                                         |
| 6th | C-C-B寝たふり：Memorial                                               | 1989年10月20日 | シンコーミュージック | 208ページ、1,500円 |
| 7th | C-C-B PERFECT BOOK                                                    | 1989年11月25日 | ポリドール株式会社   | 発行：有限会社ティペット B4変形サイズ80ページ、2,500円 デビューから10月9日武道館ファイナルまでーを写真で網羅。海外、プライベート、未発表写真満載・データ満載のファン必携の保存版写真集。予約特典として1990C-C-Bミニカレンダーが付いた |
| 8th | Close/C-C-B                                                           | 1989年12月     | CBS・ソニー出版      | |

## タイアップ商品
- ブルボン「懐メロクッキー」（2003年4月22日 - 5月5日） - 期間限定商品。全国のローソンのみで発売。60年代 - 80年代に流行した歌謡曲の8cmCDを1枚おまけとして貼付。全9種。C-C-Bは『Romanticが止まらない』を提供。
- ファンデリー「CCB カロリー・コンロトール・ボックス」（2008年 - 2009年） - 栄養価・カロリー計算をされた食事（弁当）宅配サービス。商品名の頭文字と同じC-C-Bをイメージキャラクターに採用。関口をモニターとしてダイエットブログも並行してサイトに掲載していた[注釈 5]
- サントリーフーズ「BOSS 懐かしのヒット曲歌謡祭」第4弾（2011年9月20日発売） - 6缶パックケース側面に1箱あたり8cmCDを1枚を貼付して販売（シリーズ第1弾は8月16日発売。全30曲）。C-C-Bは9月20日からの第4弾シリーズでカフェオレ缶に「Romanticが止まらない」を提供。共に数量限定。

## 出演

### テレビ番組（バラエティ・ドラマ出演）
- 毎度おさわがせします（1985年 - 1987年、TBS） - 第1シリーズから第3シリーズまで、全て主題歌を担当しオープニングVTRにも登場。また『1』第5話「ロマンティックが止まらない」ではライブバンド（ココナッツ・ボーイズ名義）、『2』第4話「空想KISS」では主人公・徹らの先輩でありプロを目指しているバンドマン（何故か銭湯の女湯にも乱入）役で5人揃って出演している。
- C-C-Bのファーストドリーム（1986年1月2日、TBS） - お正月特番。歌ありコントありのバラエティ番組。ただしメンバーにとっては「不本意な出演だった」と述べており[37]、いわゆる黒歴史扱いになっている。
- レッツ・ラ・ゴー!（1986年1月9日 - 3月20日、TBS） - 「COCONUT倶楽部」コーナーを担当。視聴者からの質問に答えるなどトーク主体。コーナー内で必ず一曲は演奏を披露した。
- MTV Music Television（1986年、朝日放送） - 邦楽PVを紹介するコーナーを担当。

#### NHK紅白歌合戦出場歴
| 年度/放送回               | 回 | 曲目                   | 出演順 | 対戦相手 |
| ------------------------- | -- | ---------------------- | ------ | -------- |
| 1985年（昭和60年）/第36回 | 初 | Lucky Chanceをもう一度 | 05/20  | 柏原芳恵 |

### ラジオ番組
- C-C-Bの進め!おもしろバホバホ隊（1986年4月8日 - 9月30日、TBSラジオ） - 所ジョージが月曜日から金曜日まで「進め!おもしろバホバホ隊」のメインパーソナリティを務めていた頃は、箱番組のひとつとして「C-C-Bのカラフルココナッツ」（1986年1月 - 3月）を担当。その後、曜日別にメインパーソナリティを分けることになり、火曜日を担当。
- C-C-Bのいたずらコミックス
- C-C-Bの気まぐれナイトフェイス（1986年10月11日 - 1987年4月4日、TBSラジオ）
- C-C-Bのいたずらジャックポット（1987年4月11日 - 1988年4月9日、TBSラジオ）
- C-C-BのCATCH BOX（1988年 - 1989年、JRN系） - キー局であるTBSでは放送されなかった。
- ABCラジオファンキーズ（1987年10月 - 1988年9月、ABCラジオ） - 渡辺が一人で大阪に出向いて生放送を行っていた。火曜日担当。共演は熊谷ニーナ、岡けんた・ゆうた。この番組内での企画で渡辺が岡けんた・ゆうたに賭けで負けたため、アルバム『走れ☆バンドマン』のタイトル曲の間奏部に漫談が挿入されることになった。
- ど〜んとラジオ!!ぼくらの元気は夢現代∞（1988年 - 1989年、アール・エフ・ラジオ日本） - 田口と米川の2人で出演。月に1回程度（不定期）の出演。音楽や趣味について多く語った。前身の番組「TOKYOパニックごっくんNITE」でも田口と米川のコンビでパーソナリティーを務めた（1988年1月21日）。
- ライオン サウンドNo.17・Let it C-C-B（1988年10月16日 - 1989年10月8日、文化放送） - 解散前日まで放送。最後のラジオ番組。

### CM・広告
- 全農「ヨープレイト」（1983年） - 1stシングル「Candy」が採用された。出演はなし。
- ロート製薬「なみだロート」（1984年） - 2ndシングル「瞳少女」が採用された。出演はなし。
- ファーストキッチン 夏限定「祭シェイク」（1985年） - アルバム「すてきなビート」収録曲「二人のシーズン」が採用された。「C-C-Bの大冒険」で使用されたアニメキャラクター“C-C-B Jr.”を採用（メンバーの実写出演はなし）。
- 明治製菓「かるかったウエハー」（1987年） - シングル「原色したいね」が採用された。出演はなし。
- モーリス楽器製造（1987年） - エレクトリックアコースティックギターのカタログに米川が採用された。2パターン、紙面のみ。
- HONDA オートバイ「ホンダ・AX-1」（1987年） - イメージキャラクターに笠が採用された。ポスター、カタログ、リーフレット等の広告媒体に登場。楽曲使用はなし。
- UCC上島珈琲缶コーヒー「UCC CAN COFFEE」（1989年） - 笠の楽曲「30センチでつかまえて」が採用された。出演はなし。この楽曲はタイアップではなくCM曲として制作されたが、ファンからの強い要望に応えフルコーラスを制作、ラジオレギュラー番組「Let it C-C-B」で発表した。C-C-B解散後にアレンジを変え、笠のソロデビュー曲として発売された。